# Cyanoramphus auriceps
Kakariki-de-testa-amarela ou periquito-de-coroa-amarela (Cyanoramphus auriceps) é uma pequena espécie de papagaio nativa da Nova Zelândia. A palavra kakariki vem do Maori kākāriki e significa "papagaio pequeno" (kākā = papagaio, riki = pequeno). É caracterizado por suas penas verdes e testa amarela com uma faixa vermelha acima do bico.

## Descrição

### Adultos

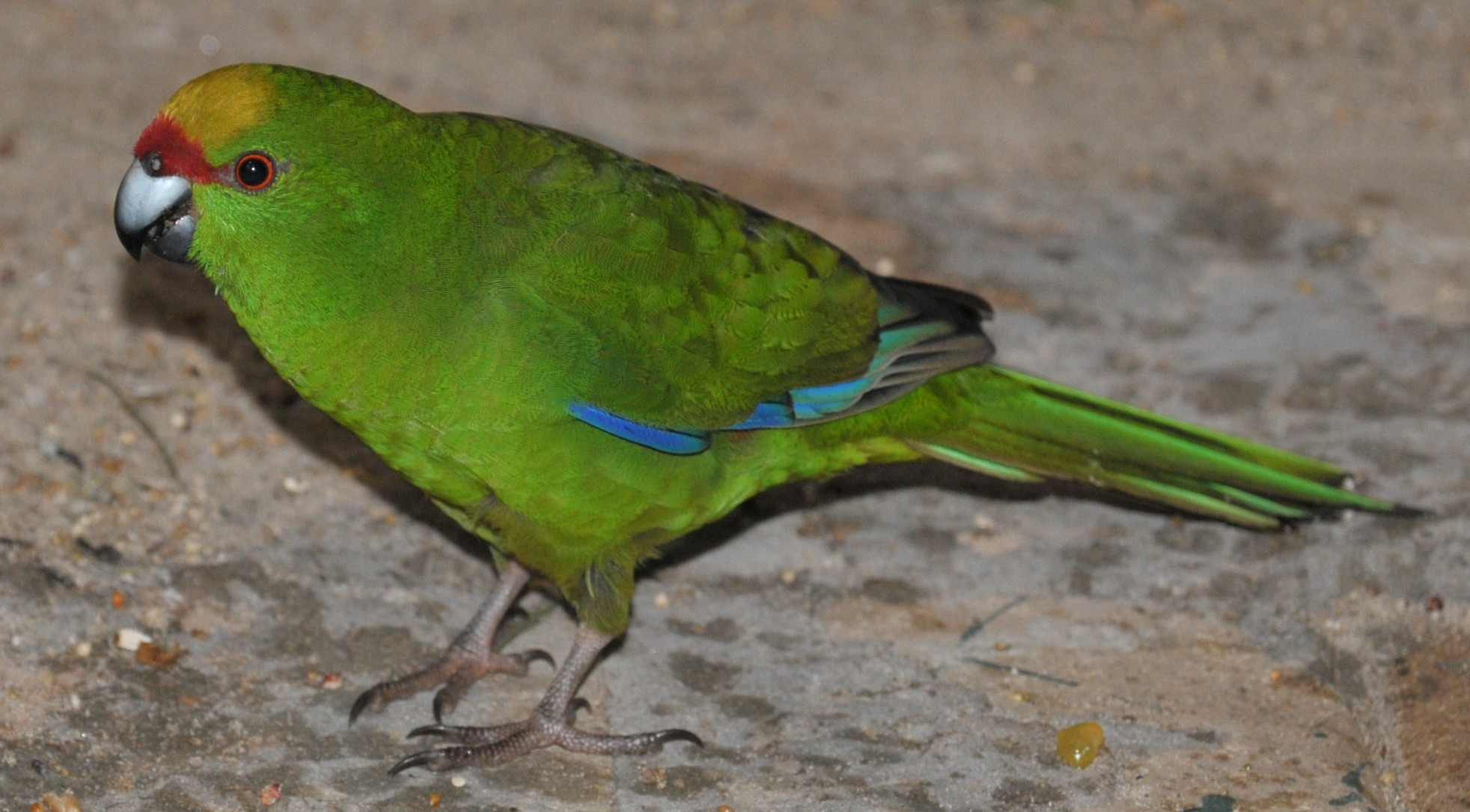
Kakariki-de-fronte-amarela adulto

Kakarikis-de-fronte-amarela são pequenos papagaios verdes com pés escuros e cauda longa. Seu nome popular vem da marcação amarela em sua testa, com uma faixa vermelha mais fina próxima ao bico. Diferentemente do kakariki-de-fronte-vermelha (Cyanoramphus novaezelandiae), não possui marcas vermelhas atrás dos olhos. Têm olhos vermelhos ou alaranjados e bico cinza com a ponta preta. Possuem dimorfismo sexual. Os machos têm o bico maior e mais largo que as fêmeas.

### Juvenis
Os kakarikis-de-fronte-amarela juvenis têm bicos rosados e íris castanhas. Além disso, são um pouco menores que os adultos.

### Medidas[4]
| Indivíduo | Tamanho médio (excluindo cauda) | Peso médio |
| --------- | ------------------------------- | ---------- |
| Padrão    | 22,25 cm                        | 45,9g      |
| Macho     | 22,25 cm                        | 51,2g      |
| Fêmea     | 22,25 cm                        | 40,7g      |

### Vocalizações
A vocalização da espécie é nasal e suave, seguindo um padrão de "kee-kee-kee-kee-kee". As aves vocalizam durante o voo e quando pousados.

## Distribuição e habitat

### Distribuição

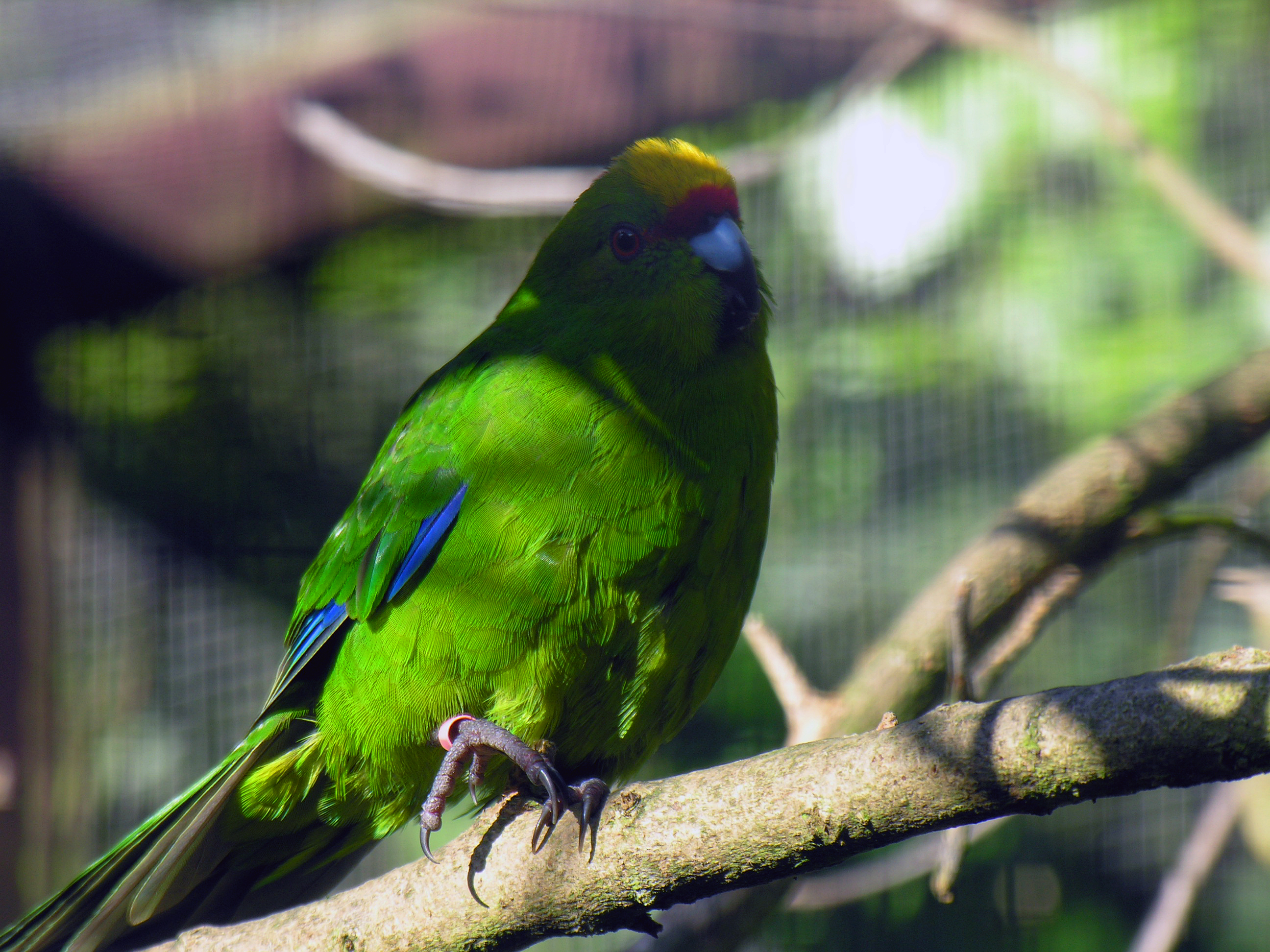
Kakariki-de-fronte-amarela na reserva natural Nga Manu, Wellington, Nova Zelândia

Kakarikis-de-fronte-amarela são endêmicos da Nova Zelândia e pode ser encontrado nas duas ilhas principais e também na Ilha Elwing nas Ilhas Auckland. Esta é a localização mais ao sul do mundo já registrada para Cyanoramphus, e é também a segunda localização mais ao sul onde vivem papagaios.

### Habitat
Estas aves preferem os dosséis superiores de florestas altas e densas, mas também são observados em prados de alta altitude e em algumas das ilhas subantárticas. Sua preferência por galhos mais altos o permite se proteger melhor de predadores invasivos em relação aos kakarikis-de-fronte-vermelha.

## Comportamento

### Dieta
Possuem uma dieta principalmente herbívora, baseada em frutas, flores, folhas e poucas sementes. Comem larvas, principalmente das espécies Eriococcus orariensis e Sensoriaphis nothofagi.

### Principais plantas consumidas[8]
| Espécie                | Parte(s) da planta                                |
| ---------------------- | ------------------------------------------------- |
| Alseuosmia macrophylla | Frutas                                            |
| Coprosma arborea       | Frutas                                            |
| Dianella intermedia    | Frutas                                            |
| Dysoxylum spectabile   | Brotos de flor                                    |
| Kunzea ericoides       | Brotos de flor                                    |
| Melicytus ramiflorus   | Flores                                            |
| Metrosideros excelsa   | Brotos de folhas, brotos de flor                  |
| Myrsine australis      | Frutas                                            |
| Nothofagus truncata    | Brotos de folha, brotos de flor, flores, sementes |
| Pittosporum umbellatum | Brotos de flores, flores, sementes                |
| Pseudopanax arboreus   | Frutas                                            |

### Reprodução

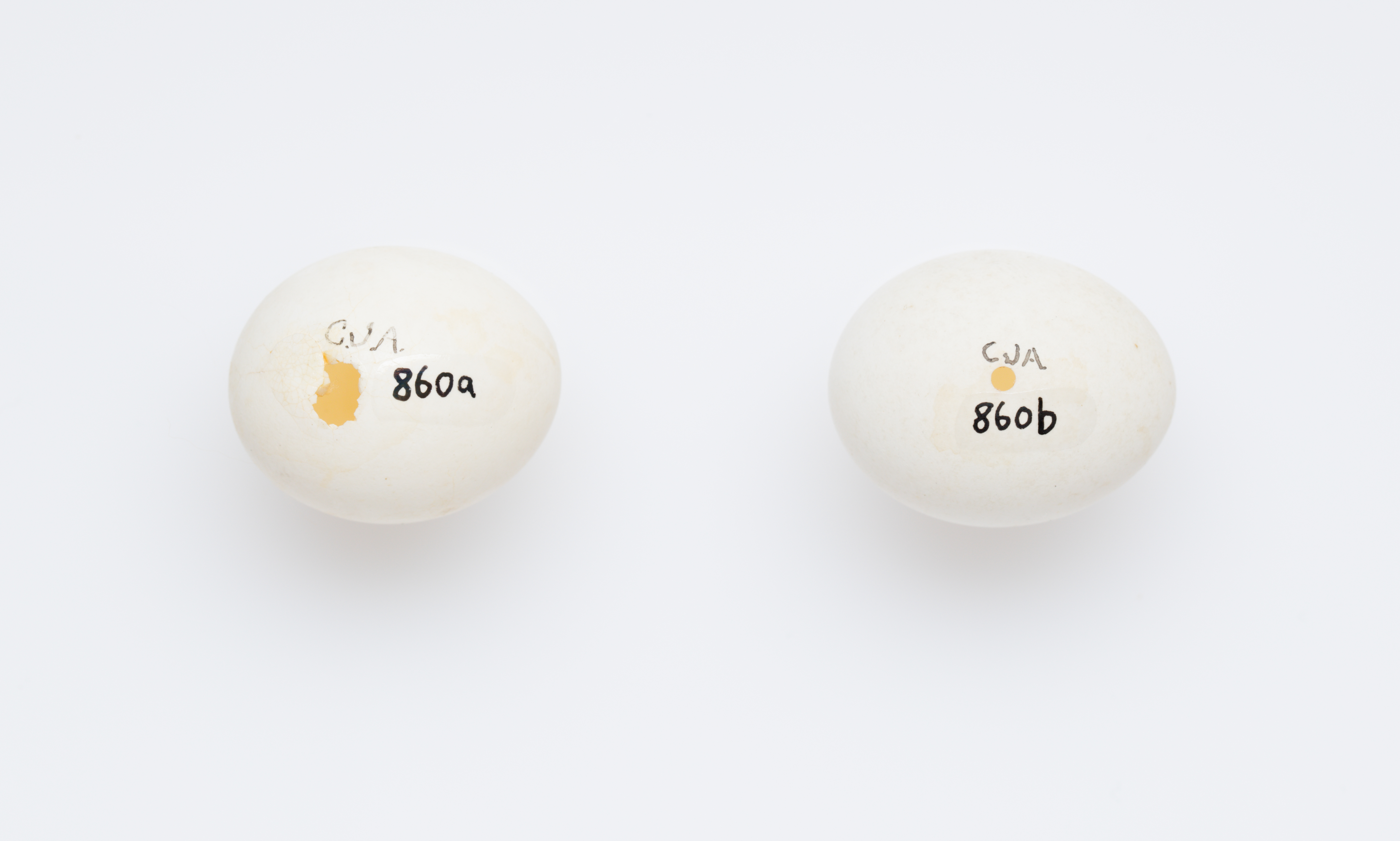
Ovos de kakarikis-de-fronte-amarela

Ocorre principalmente entre outubro e dezembro, mas ninhos utilizados já foram reportados entre maio e junho. Fazem ninhos em buracos de árvores, geralmente mortas ou apodrecendo. Botam entre 5 e 9 ovos. Os ovos pesam em média 4,4g.

## Estado de conservação

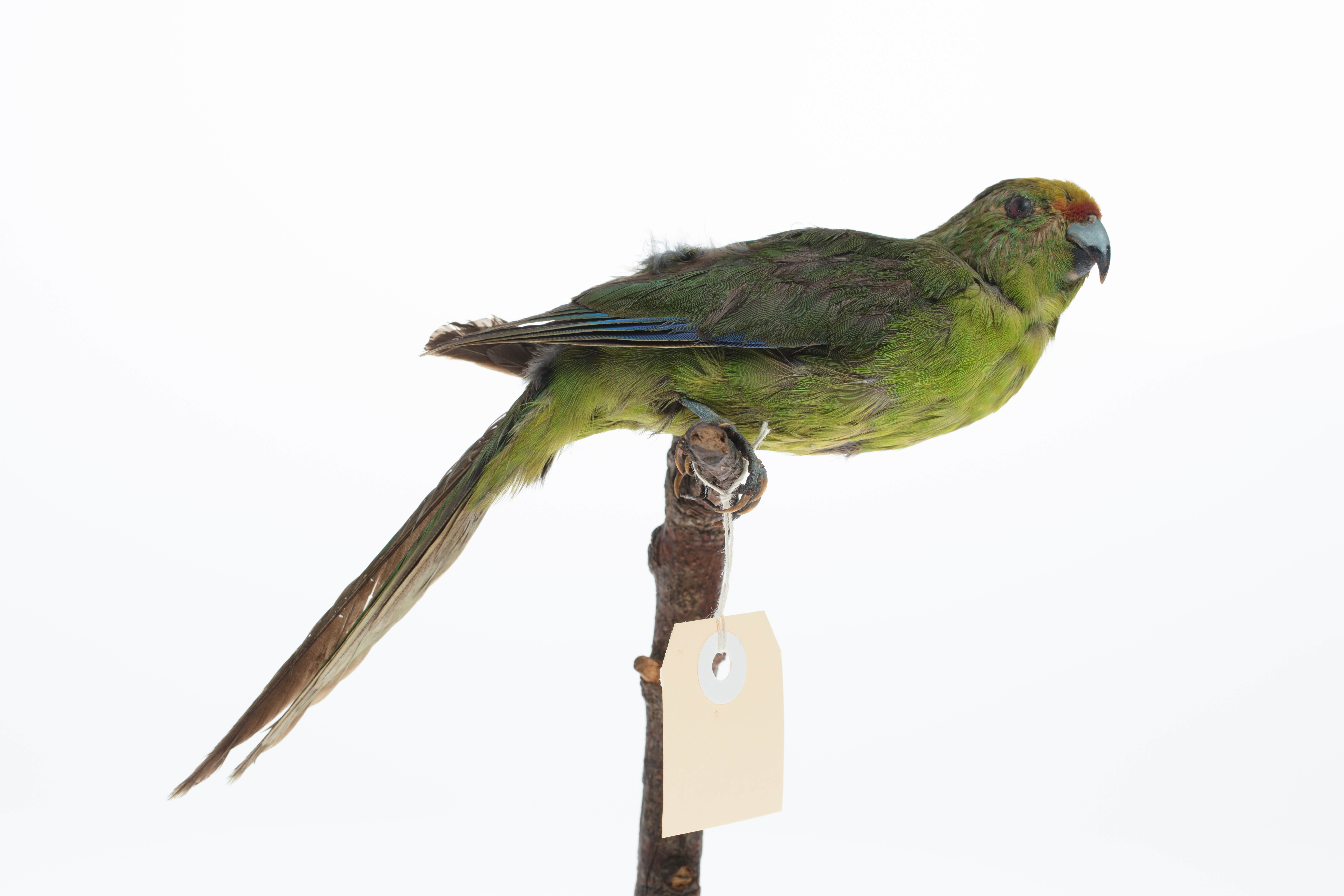
Kakariki-de-fronte-amarela taxidermizado

O kakariki-de-fronte-amarela é classificado como espécie Quase Ameaçada pela lista vermelha da IUCN. Tem entre 10.000 e 30.000 indivíduos e sua população está decrescente. As principais ameaças para a espécie são agricultura, espécies invasivas e mudanças climáticas.

## Cultura
Na língua Maori, existe uma expressão popular utilizada no contexto de descrever conversa barulhenta ou fofoca, fazendo a conexão do som das pessoas falando com o som de filhotes de kakariki em seus ninhos. A expressão é "Ko te rua porete hai whakariki" e sua tradução literal é "assim como um ninho de kakarikis".